# Bagna Łatana
Bagna Łatana (deutsch Lattanabruch) ist ein trockengelegtes Sumpfgebiet im südlichen Ostpreußen, heute in der südlichen Mitte der polnischen Woiwodschaft Ermland-Masuren gelegen. 

## Beschreibung
Das Bruch befindet sich etwa 20 Kilometer südöstlich der Kreisstadt Szczytno (Ortelsburg) bzw. zehn Kilometer südöstlich der Stadt Wielbark (Willenberg) innerhalb des Gebiets der Gmina Wielbark und unmittelbar an der einstigen Staatsgrenze zwischen Preußen und Polen, die heute von der Grenze zwischen den Woiwodschaften Ermland-Masuren und Masowien gebildet wird.
Die Entscheidung zur Trockenlegung und Besiedlung des Lattanabruchs erfolgte 1767 und setzte das erste größere Meliorationsvorhaben in Masuren in Gang. Zunächst begann man mit Messungen des Feuchtgebietes, das allerdings wegen der zahlreichen Bäume und dichtem Geäst nur schwer passierbar war. So verlegte man die Messungen in den Winter 1768. Sie wurden im Folgejahr abgeschlossen.
Danach begannen die Maßnahmen zur Entwässerung der mehr als 380 Hufen großen Fläche. Die Entwässerungsgräben verliefen zum Omulef (polnisch Omulew) sowie zum Waldpuschfluss (Wałpusza). Es brauchte sieben Schleusen, um den Wasserstand zu regulieren. Die Gesamtkosten dieser Maßnahmen beliefen sich auf etwas mehr als 7626 Taler. Sie sollten sich – so war es geplant – bis 1810/11 amortisieren.
Die Folgearbeiten zogen sich noch bis 1794. Dann endlich konnte mit der Ansiedlung neuer Orte im Lattanabruch begonnen werden.
Es entstanden sechs Dörfer:
| Deutscher Name         | Geänderter Name 1938 bis 1945 | Polnischer Name   |
| ---------------------- | ----------------------------- | ----------------- |
| Borken (b. Willenberg) | Borkenheide                   | Borki Wielbarskie |
| (Groß) Lattana         | Großheidenau                  | Łatana Wielka     |
| Röblau                 |                               | Lejkowo           |
| Schrötersau            |                               | Zapadki           |
| Wagenfeld              |                               | Olędry            |
| (Alt) Werder           |                               | Ostrowy           |

Die Bauernhäuser stellte man möglichst dicht an die Ackerflächen heran, um die Bewirtschaftung zu erleichtern. Dadurch allerdings entstanden Ansiedlungen, die nicht dem sonst üblichen Siedlungscharakter entsprachen. Die Dörfer verband man durch Böschungen, während das Wiesen- und Waldgelände von zahlreichen Gräben durchschnitten wurde. Die neugegründeten Dörfer erhielten übrigens eine 15-jährige Steuerfreistellung.
Heute prägen Heideflächen, Seen und sumpfige Täler mit kleinen Bächen und Kanälen das Bagna-Łatana-Bild. Die Gegend ist ein wenig bekannter und besuchter Teil Masurens.